# Oberstaufen (stacja kolejowa)
Oberstaufen (niem. Bahnhof Oberstaufen) – stacja kolejowa w Oberstaufen, w kraju związkowym Bawaria, w Niemczech. Znajduje się na linii Monachium – Lindau. Według DB Station&Service ma kategorię 6.

## Historia
Stacja kolejowa i linia zostały wybudowane w ramach Ludwig-Süd-Nord-Bahn. Stacja została otwarta 1 września 1853 roku, kiedy została ukończona linia biegnąca przez Immenstadt. Ostatnie 52 kilometry trasy z Oberstaufen do Lindau zostały uruchomione 12 października 1853 r.

## Linie kolejowe
- Linia Monachium – Lindau

## Połączenia
Folgende Regionalverkehrslinien bedienen den Oberstaufener Bahnhof:
| Linia | Trasa | Takt               |
| ----- | --- | ------------------ |
| ALX   | Lindau – Hergatz – Oberstaufen – Immenstadt – Kempten – Kaufbeuren – Buchloe – München                                     | 2-godzinny         |
| RE    | Allgäu-Franken-Express: Lindau – Hergatz – Oberstaufen – Immenstadt – Kempten – Kaufbeuren – Buchloe – Augsburg – Nürnberg | 2-godzinny         |
| RE    | Lindau – Hergatz – Oberstaufen – Immenstadt – Kempten – Kaufbeuren – Buchloe – Augsburg                                    | 2-godzinny         |
| RE    | (Lindau / Wangen –) Röthenbach (Allgäu) – Oberstaufen – Immenstadt – Kempten – Memmingen – Ulm                             | pojedyncze pociągi |